# Scheherazade (Rimski-Korsakow)
Scheherazade (russisch Шехераза́да Schecherasada), Opus 35, ist eine sinfonische Dichtung von Nikolai Rimski-Korsakow aus dem Jahr 1888. Das Orchesterwerk, das auf der Erzählung Tausendundeine Nacht beruht, zeichnet sich durch zwei typische Merkmale der russischen Musik und speziell der Kompositionen von Rimski-Korsakow aus: eine farbenfrohe Instrumentation und ein im Russischen Reich weit verbreitetes Interesse für alles Orientalische.
Die Komposition wurde am 28. Oktober 1888 in Sankt Petersburg unter der Leitung von Rimski-Korsakow uraufgeführt.

## Besetzung
Romantisches Orchester: 3 Flöten (3. nur, 2. auch Piccolo), 2 Oboen (2. auch Englischhorn), 2 Klarinetten in A und B, 2 Fagotte, 4 Hörner in F, 2 Trompeten in A und B, 3 Posaunen, Tuba, Pauken, große Trommel, kleine Trommel, Becken, Triangel, Tamburin, Tamtam, Harfe, Streicher mit obligater Solovioline.

## Struktur, Material und Programmatik
Die Suite besteht aus vier Sätzen. Der Komponist ließ sich zunächst überreden, ihnen die folgenden programmatischen Titel zu verleihen, entfernte sie aber später wieder zugunsten reiner Tempobezeichnungen und wandte sich dagegen, ein „Geschichtenerzählen“ in die Musik hineinzuinterpretieren.
- I. Das Meer und Sindbads Schiff (Largo e maestoso—Allegro non troppo) – Anhörenⓘ/?
- II. Die Geschichte vom Prinzen Kalender (Lento—Andantino—Allegro molto—Con moto) – Anhörenⓘ/?
- III. Der junge Prinz und die junge Prinzessin (Andantino quasi allegretto—Pochissimo più mosso—Come prima—Pochissimo più animato) – Anhörenⓘ/? – Anhörenⓘ/?
- IV. Feier in Bagdad. Das Meer. Das Schiff zerschellt an einer Klippe unter einem bronzenen Reiter. (Allegro molto—Vivo—Allegro non troppo maestoso)

(In den Hörbeispielen spielt das San Francisco Symphony Orchestra unter der Leitung von Pierre Monteux in einer Aufnahme von 1942; Violinsoli:  Naoum Blinder)
Das Motiv am Anfang des ersten Satzes steht für den tyrannischen Sultan. Doch nach einigen Akkorden der Holzbläser, die an die Einleitung der Ouvertüre Ein Sommernachtstraum von Mendelssohn erinnern, erklingt das einzige Thema, das in jedem Satz wiederaufgenommen wird; es versinnbildlicht die Figur der Erzählerin selbst, Scheherazade, seine Frau, der es letztlich gelingt, ihn mit ihren Geschichten zu besänftigen. Die Melodie wird von einem Rezitativ der Solo-Violine vorgetragen und dabei von der Harfe begleitet. Das Thema steht in der Tonart a-Dorisch.

## Adaptionen
Der US-amerikanische Musiker Skip Martin (1916–1976) veröffentlichte 1959 eine Jazz-Adaption unter dem Titel Scheherajazz.